# بنيامين كريستين
بنيامين كريستين (بالألمانية: Benjamin Kirsten)‏ (2 يونيو 1987 في ألمانيا - ) هو لاعب كرة قدم ألماني (وحمل سابقاً جنسية ألمانيا الشرقية) في مركز حراسة المرمى. لعب مع إن إي سي نيميخن وباير 04 ليفركوزن ودينامو دريسدن وفالدهوف مانهايم.

## وصلات خارجية
- بنجامين كريستين على موقع قاعدة بيانات كرة القدم.إي يو (الإنجليزية)
- بنجامين كريستين على موقع بيانات كرة القدم. دي إي (الألمانية)
- بنجامين كريستين على موقع Soccerway.com (الإنجليزية)
- بنجامين كريستين على موقع عالم كرة القدم.نت (الإنجليزية)